# 亞當·陶比茨

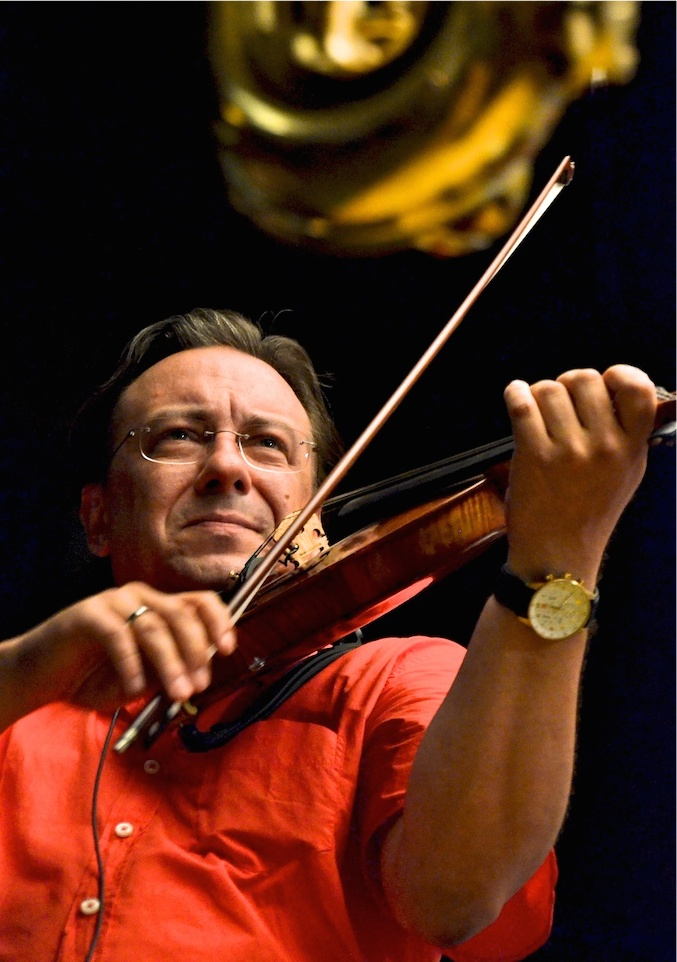
Adam Taubitz (2013)

亞當·陶比茨（Adam Taubitz，1967年10月7日—），是德國爵士樂和古典音樂家、小提琴家、小號手、吉他手、樂隊指揮與作曲家。從1997年起，他是克勞迪奧·阿巴多指揮下的柏林愛樂樂團第二小提琴首席。他也許最出名的是他與自己在1999年創建的柏林愛樂爵士樂隊，及與靈氣四重奏（Aura Quartett）合作的作品。